# 张晶 (1982年)
张晶（1982年—），男，黑龙江安达市人，中华人民共和国政治人物，毕业于大庆石油学院石油工程专业。现任中国石油大庆钻探工程公司钻井二公司1205钻井队队长，第二十届中共中央委员会候补委员。

## 生平
2008年大学毕业后加入大庆钻探工程公司钻井二公司，先后任15173钻井队副队长、15168钻井队队长。
2018年，担任大庆钢铁1205钻井队第21任队长。任职期间，优化生产流程，带队创出了日进尺900米，月进尺10311米，建井周期2.37天的油田最高记录。钻井队获得“中石油金牌队”称号。
2022年10月22日，于中国共产党二十大上当选为候补委员，为其中最年轻者。